# All of a Sudden I Miss Everyone
| Đánh giá chuyên môn    | Đánh giá chuyên môn |
| Nguồn đánh giá         | Nguồn đánh giá      |
| Nguồn                  | Đánh giá            |
| ---------------------- | ------------------- |
| Allmusic               | [ 1 ]               |
| Drowned in Sound       | (8/10)              |
| Entertainment Weekly   | (A-)                |
| The Guardian           | [ 4 ]               |
| Mojo                   | [ 5 ]               |
| Observer Music Monthly | [ 6 ]               |
| Pitchfork Media        | (6.0/10)            |
| Rolling Stone          | [ 8 ]               |
| Spin                   | [ 9 ]               |
| Tiny Mix Tapes         | [ 10 ]              |

All of a Sudden I Miss Everyone là album phòng thu thứ năm của ban nhạc post rock đến từ Mỹ Explosions in the Sky. Album được phát hành vào ngày 20 tháng 2 năm 2007.

## Tổng quan
Nhiều ý kiến cho rằng album này có liên quan tới tác phẩm "The Catcher in the Rye" của J.D.Salinger. Tựa đề của album là 1 sự tóm tắt lại đoạn kết của "The Catcher in the Rye" khi Holder, nhân vật chính khuyên nhủ người đọc, "Đừng bao giờ nói bất kỳ điều gì với bất kỳ người nào. Nếu không, bạn sẽ bắt đầu nhớ mọi người." Tựa đề các bản nhạc trong album ám chỉ nhiều chủ đề trong tác phẩm, sự bình thường của nỗi sợ hãi, sự thiếu ổn định của xã hội hoặc vị trí trong xã hội, sự mâu thuẫn trong cảm xúc, và sự cô đơn.
Tựa đề album cũng có thể liên quan tới những dòng đối thoại bởi nhân vật của Mabel Longhetti (Gena Rowlands) năm 1974 John Cassavetes vở kịch hậu hiện đại "A Woman Under the Influence". Khi thấy con của mình bị bà ngoại không cho đi học, Mabel nói "All of a sudden I miss everyone; I don't know why."
Tựa đề bản nhạc "The Birth and Death of the Day" xuất hiện trong tác phẩm năm 1952 "East of Eden" của John Steinbeck:
Tôi nhớ rằng dãy núi Gabilan phía đông Thung lũng là 1 dãy núi tươi sáng đầy ánh nắng và vẻ đáng yêu và một chút lôi cuốn, khiến bạn muốn trèo lên những ngọn đồi ấm áp của nó giống như trèo vào lòng của người mẹ thân yêu. Chúng đang vẫy gọi với một bãi cỏ nâu yêu mến. Dãy Santa Lucias đứng đối diện với bầu trời tây và ngăn cách Thung lũng với biển, nó tăm tối, bao trùm bởi sự kém thân thiện và nguy hiểm. Tôi luôn tìm thấy ở bản thân mình nỗi sợ phía tây và tình yêu phía đông. Tôi không thể nói được ở vị trí nào tôi có ý nghĩ đó, có thể là vì bình mình vượt qua những đỉnh núi của dãy Gabilans và màn đêm buông xuống từ dãy Santa Lucias. Có lẽ sự bắt đầu và kết thúc của một ngày đóng góp một phần vào cảm giác của tôi về hai dãy núi.